# وایلهایم در اوبربایرن
شهر وایلهایم در اوبربایرن (به آلمانی: Weilheim in Oberbayern) در ایالت بایرن در کشور آلمان واقع شده‌است.